# Керики
Керики (др.-греч. Κήρυκες) — афинский аристократический род, известный в VII — II веках н. э.
Один из наиболее известных эвпатридских родов; происходил из Элевсина, где его представители были жрецами культа Деметры. Главная ветвь рода, известная под условным названием Каллиев-Гиппоников, поскольку в VI — IV веках до н. э. в ней чередовались эти имена, передавала от отца к сыну должность дадуха (факелоносца) в Элевсинских мистериях. Эта жреческая должность уступала только посту иерофанта, наследовавшегося в роду Евмолпидов, с которыми Керики, по-видимому, находились в соперничестве.
Своё происхождение возводили к Керику, которого Евмолпиды считали младшим сыном Евмолпа, а Керики объявляли сыном дочери Кекропа Аглавры и Гермеса, тем самым пытаясь подняться в легендарной генеалогии выше Евмолпидов.
Возвышение семьи Каллиев-Гиппоников, по преданию, началось во времена Солона. Богатство этой ветви рода, несколько представителей которой считались самыми состоятельными людьми в Афинах, и даже во всей Греции, породило легенды о его неправедном происхождении, чему, вероятно, способствовало наделавшее много шума разорение Каллия III.
Резиденция старшей ветви находилась в Алопеке, её члены были наследственными спартанскими проксенами, поэтому им неоднократно поручались ответственные дипломатические миссии в Спарте. Кроме этого, несколько Кериков возглавляли посольства в Персию и проводили переговоры с городами Великой Греции. Активная дипломатическая деятельность семьи, как полагают, была связана с её высоким жреческим положением в культе, который в начале классический эпохи приблизился к статусу панэллинского.
Собственно, само имя Керик (Κήρυξ) означает «глашатай», в эпоху архаики так называлась жреческая и дипломатическая должность вестника войны.
Политически Керики были связаны с группировкой Алкмеонидов, с которыми находились в родстве. По женской линии к Керикам принадлежал Аристид. В начале 480-х годов до н. э., когда была образована коалиция трёх наиболее влиятельных родов против Фемистокла, Каллий II породнился с Филаидами, женившись на Эльпинике, дочери Мильтиада Младшего и сестре Кимона. Жена его сына Гиппоника III после развода вышла вторым браком за Перикла.
Предположительно, к Керикам принадлежали дипломат Каллий, сын Кратия (вероятно, по женской линии), стратег Миронид, политик Каллий, сын Каллиада и знаменитый панкратиаст Каллий, сын Дидимия. По женской линии в родстве с Кериками состоял оратор Андокид, а женой Алкивиада была дочь Гиппоника III Гиппарета.
После разорения Каллия Богатого в начале IV века до н. э. и вследствие общего упадка аристократии в демократических Афинах Керики утратили политическое влияние, но, в отличие от многих других родов, продолжали существовать в эллинистическую и римскую эпохи. В частности, к роду Кериков принадлежала семья Герода Аттика.